# Ернст Моро
Ернст Моро (нім. Ernst Moro, 8 грудня 1874, Любляна, герцогство Крайна, Австро-Угорщина — 1951) — австрійський лікар і педіатр, професор Гайдельберзького університету, який перший у західній медицині описав рефлекс немовлят, названий на його честь рефлексом Моро.

## Біографія
Моро вивчав медицину в університеті Граца і здобув ступінь доктора медицини в 1899 році. З 1901 по 1902 рік працював з Теодором Ешеріхом у Відні. У 1906 році він отримав диплом з педіатрії в Мюнхені, а в 1911 році став професором педіатрії в Гайдельберзі. У 1938 році, після приходу до влади нацистів, Моро пішов із університету в Гейдельберзі, пославшись на стан здоров'я. Насправді причиною став його шлюб з єврейкою Гретою Кенігсвальд. Потім він відкрив приватну клініку на вул. Моцарта, 10 і закінчив свою практику після війни, у 1948 році.

## Наукові досягнення
Крім опису рефлексу Моро, Ернст Моро довів стерильність тонкої кишки і показав, що в дітей, які перебувають на грудному вигодовуванні, краще розвинений імунітет, ніж у дітей, які перебувають на штучному вигодовуванні; вперше описав синдром подразненого кишечника у дітей; виділив бактерії Lactobacillus acidophilus; розробив т. зв туберкулінову пробу Моро; розробив склад молочної суміші, відомої також як молоко Моро — вона складалася з незбираного молока, 3 % борошна, 5 % масла і 5—7 % цукру.

#### Морквяний суп професора Моро.
У 1908 році діарея вбила багатьох немовлят у Німеччині. Професор Моро, який на той час очолював дитячу лікарню в Гейдельберзі, експериментально виявив, що простий морквяний суп знижує смертність немовлят, які страждають від діареї. Пів-кіло моркви перетворити на пюре, залити літром води, додати 3 гр. солі та уварити до загального обсягу в один літр.  У німецькому дослідженні, опублікованому в 2002 році, зазначається, що кислі олігосахариди, що утворюються у водних екстрактах з моркви (морквяний суп), можуть призвести до меншої адгезії бактеріальних агентів до слизової оболонки кишки , що є більш ефективним засобом лікування гострих шлунково-кишкових інфекцій у дітей, ніж пероральна регідратація розчином глюкози та електролітів. У 2009 році експерименти показали, що морквяний суп професора Моро може лікувати діарею, спричинену бактеріями, стійкими до антибіотиків.